# Oost-Siberische Zee
De Oost-Siberische Zee (Russisch: Восточно-Сибирское море; Vostótsjno-Sibírskoje Móre) is als randzee een onderdeel van de Noordelijke IJszee en heeft een oppervlakte van ongeveer 913.000 km², die het grootste gedeelte van het jaar dichtgevroren is. Het ligt tussen de Arctische Kaap (op Komsomolets) in het noordwesten, de Nieuw-Siberische Eilanden in het westen, de Russische deelgebieden Jakoetië en Tsjoekotka in het zuiden en Wrangel-eiland en Straat Long in het westen. Het grenst aan de Laptevzee in het westen en de Tsjoektsjenzee in het oosten. Met de Laptevzee staat het onder andere in verbinding via de Straat van Dmitri Laptev tussen de Ljachovski-eilanden en Siberië.
De zee is vrij ondiep; 70% van de zee is niet dieper dan 50 meter en het diepste punt is 155 meter diep.
De belangrijkste rivieren die afwateren op de zee zijn de Chroma, Indigirka, Alazeja, Kolyma en Poetsjevejem. Binnen de zee liggen de Bereneilanden. De belangrijkste havenplaats is Pevek in Tsjoekotka.
Vanuit de zee wordt zeewater middels de Transpolaire driftstroom richting Groenland getransporteerd.
De zuidelijke kust bestaat in Jakoetië uit de laaglandgebieden Jano-Indigirkalaagvlakte en Kolymalaagvlakte. Na de Kolymarivier begint een wat heuvelachtiger gebied in Tsjoekotka. De gemiddelde luchttemperaturen variëren van 0 °C tot 2 °C (4 °C in het zuidelijke gedeelte) in de zomer en dalen tot -30 °C in de winter.
Het gebied werd voor het eerst bevaren door Russische zeevaarders in de 17e eeuw, die van riviermond naar riviermond voeren in hun kotsjen. In 1648 bezeilden Semjon Dezjnjov en Fedot Aleksejev de kust vanaf de rivier de Kolyma tot aan de rivier de Anadyr en de Beringstraat. Later werden de eilanden en de zeekust van het gebied door de expedities van 1735-1742, 1820-1824, 1822, 1909 en 1911-1914 in kaart gebracht.